# 寶格
24°09′43″N 120°38′37″E / 24.161834°N 120.643734°E
宝格（英語：Treasure Garden）為一棟位於臺中市西屯區的摩天大樓住宅大廈，樓高161.5公尺，地上39層，地下6層，由ACPV ARCHITECTS設計、大陸建設規劃、大陸工程興建。為全臺第三高的純住宅，設計師為義大利國寶級設計師Antonio Citterio所規畫並親自打造公共設施以及植栽，在當時以每坪86萬為臺中實價登錄最高大樓，後在2019被寶輝秋紅谷以每坪97萬打破記錄。